# Poor Little Rich Girl (1965)
Poor Little Rich Girl (de 1965) é um filme experimental de Andy Warhol, que traz a atriz Edie Sedgwick no elenco. "Poor Little Rich Girl" foi concebido como o primeiro filme da saga de Edie Sedgwick. Saga que inclui também os filmes Restaurant, Face e Afternoon.
O título deste filme é uma referência ao filme homônimo de 1936, estrelado pela atriz Shirley Temple, e que foi um filme que Andy Warhol idolatrou quando criança.

## Sinopse
O conceito deste filme é, na verdade, um dia na vida da socialite Edie Sedgwick. Andy Warhol e Gerard Malanga começaram a filmar este filme em março de 1965, no apartamento luxuoso de Edie Sedgwick, na cidade de Nova Iorque. Após iniciar a filmagem (e todo o processo) do filme, eles descobriram que os rolos estavam fora de foco, devido a um defeito na lente da câmera. Andy Warhol precisou fazer toda a filmagem novamente, adicionando a nova filmagem à original, ainda fora de foco.
O primeiro rolo do filme, mostra Edie Sedgwick, completamente fora de foco, acordando, pedindo café e suco de laranja, fumando cigarros, fazendo exercícios, tomando pílulas e fazendo maquiagem. Tudo isso é feito em total silêncio - o único barulho que os telespectadores podem ouvir é uma música ambiente do Everly Brothers, tocando ao fundo.
O segundo rolo do filme, agora com o foco nítido, mostra Edie Sedgwick deitada em sua cama e conversando com seu amigo, Chuck Wein, que permanece fora do foco da câmera. Nós podemos ouvir os dois amigos conversando, entretanto Chuck Wein continua fora do foco da câmera, sem aparecer no filme em momento algum.
O resto do filme mostra Edie Sedgwick falando ao telefone, fumando mais cigarros e experimentando diversas roupas, incluindo um casaco com pele de leopardo. No entanto, Chuck Wein, para o aborrecimento de Edie Sedgwick, diz que o casaco é "feio". Mais tarde, ao telefone, ela começa a conversar com alguém, descrevendo como ela gastou toda a sua gerança em seis meses.
A première deste filme ocorreu em junho de 1965, ao lado de outro filme de Andy Warhol, intitulado de Vinyl.